# Haus Laer

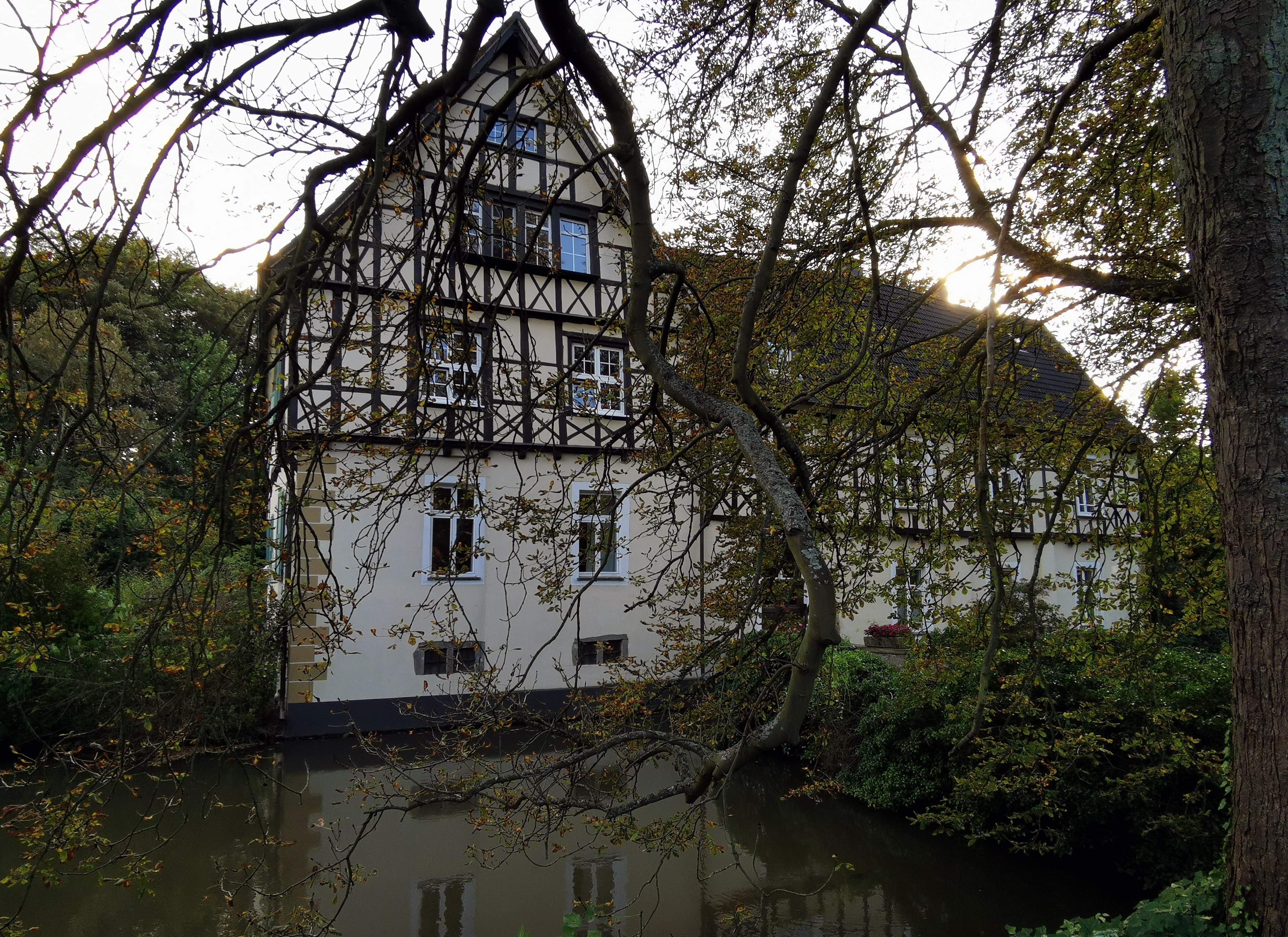
Die Wasserburg Haus Laer

Haus Laer ist eine Wasserburg im Südosten Bochums im Tal des Schattbachs an der Höfestraße 45. Sie zählt zu den ältesten Adelssitzen im Ruhrgebiet. Das Haus ist namensgebend für den Stadtteil Laer.

## Geschichte
Bereits 890 wird die „villa Lahari“, wohl ein Weiler oder Meierhof, im Heberegister der Abtei Werden erwähnt. 1243 wird das Anwesen als „domus Lare“ erstmals genannt, als der Graf Adolf I. von der Mark das Rittergut seinem Gefolgsmann Heinrich von Vittinghoven als Lehen übergibt. 1374 wird ein Burghaus erwähnt. Seit 1480 gehört der Rittersitz der Familie von Leithen; 1895 geht die Anlage durch Erbschaft in den Besitz der Familie Frielinghaus über.

## Anlage
Das Haupthaus mit Fachwerkmauern ruht auf einer Eichenpfahlgründung aus dem 10. Jahrhundert, die um 940 datiert wird, womit sie der älteste erhaltene Teil eines Profanbaus in Bochum wäre. Das Haus entstand in seiner heutigen Form gegen Ende des 15. Jahrhunderts unter Dietrich von Leithe. Von der früher die ganze Hauptburg umschließenden Gräfte ist ein Teil erhalten. Die nördlich davon liegende Vorburg entstammt im Wesentlichen dem 18. Jahrhundert. Das Haus beherbergt eine stattliche Urkundensammlung, das Ruhrgebietsarchiv von Haus Laer. Zur Anlage gehört ein beachtenswerter historischer Friedhof.
Die Gräfte des Hauses Laer wird von dem Erbstollen der Zeche Isabella gespeist, der die Fläche des benachbarten, ehemaligen Opel-Werks I unterquert. Dieser Stollen und seine unterirdischen Zuflüsse werden (Stand 2013) zukünftig möglicherweise im Rahmen der Ertüchtigung des Werksgeländes für eine Folgenutzung verfüllt werden.

## Persönlichkeiten
- Konrad von der Leithen (1772–1829), Landrat der Kreise Dortmund, Hagen und Bochum

## Archiv
Das Archiv verfügt Unterlagen über die Adels- und Bürgerfamilien von der Leithen, Frielinghaus, Essellen, Lehmann, Isaac, von Vittinghoff-Schell zu Schellenberg und Rechen, von Düngelen, von Palant, von Kalenberg, von Winkelhausen, von Loe, von Bottlenberg-Schirp, von Ossenbruch, von Boenen, von Vaerst, von Syberg, von Schwansbell, von Kettler zu Heringen, von Berswordt-Wallrabe, von Kortzfleisch, de Launay, Sunten, von Reitzenstein, von Hatzfeld zum Odendal, von Aldenbockum, von Lipperheide, von Overlacker, von Quadt zu Wickradt, von Schell, von Plettenberg-Enstfeld, von Neuhoff-Ley, Grafen Mörs, von Omphal, von Delwig-Gysenberg, von Heese und über die Rittersitze Haus Laer, Haus Leithe , Haus Marten (Dortmund), Haus Schadeburg, Haus Steinkuhl und Haus Siepen in Bochum (von letzteren Teilarchive), sowie über die Rittersitze, die den genannten Familien gehörten. 
Ein Teil der Bestände betrifft Geldangelegenheiten, Grundbesitz (Kotten), Gutswirtschaft (Kotten), Prozesse, Militär, Märkische Ritterschaft, Musik, Medizin, Schulwesen, kirchliche Angelegenheiten, Recht, Bergbau, Salz, Loge, Volkskunde. Von den 97 Siegelurkunden ab 1426 gingen 46 im Zweiten Weltkrieg verloren gegangen. Sie stammen aus dem Bereich des Mittleren Ruhrgebiets, vom Stift und Umgebung Gerresheim, Umgebung Gummersbach, Kaiserurkunde von Ferdinand I. aus dem Jahr 1559, 16 niederländische Offizierspatente ab 1704 der Familie von der Leithen. Erhalten sind mehrere hundert Regierungserlasse von Mark, Cleve und des preußischen Königs, Kantonistenrevisionen, Kontributionen, Rescripte, Verordnungen der Kriegs- und Domänenkammer und anderer Behörden. Unterlagen sind auch vorhanden aus den Stiften Elsey, Fröndenberg, Gevelsberg, Klarenberg. Der Buchbestand reicht bis auf das 16. Jahrhundert zurück, darunter aus den Sachgebieten Jura, Religion, Landwirtschaft, Biologie, Geschichte, Militär, Literatur sowie Lexika und Zeitungen.